# West Mayfield
West Mayfield és una població dels Estats Units a l'estat de Pennsilvània. Segons el cens del 2000 tenia 1.187 habitants.

## Demografia
Segons el cens del 2000, West Mayfield tenia 1.187 habitants, 469 habitatges, i 334 famílies. La densitat de població era de 587,6 habitants/km².
Dels 469 habitatges en un 30,7% hi vivien nens de menys de 18 anys, en un 55,9% hi vivien parelles casades, en un 10,7% dones solteres, i en un 28,6% no eren unitats familiars. En el 24,1% dels habitatges hi vivien persones soles el 13% de les quals corresponia a persones de 65 anys o més que vivien soles. El nombre mitjà de persones vivint en cada habitatge era de 2,51 i el nombre mitjà de persones que vivien en cada família era de 2,96.
Per edats la població es repartia de la següent manera: un 24,7% tenia menys de 18 anys, un 6,4% entre 18 i 24, un 27,7% entre 25 i 44, un 21,9% de 45 a 60 i un 19,3% 65 anys o més.
L'edat mediana era de 40 anys. Per cada 100 dones de 18 o més anys hi havia 83,6 homes.
La renda mediana per habitatge era de 36.324$ i la renda mediana per família de 41.645$. Els homes tenien una renda mediana de 32.292$ mentre que les dones 23.125$. La renda per capita de la població era de 17.609$. Entorn del 5,8% de les famílies i el 10,3% de la població estaven per davall del llindar de pobresa.

## Poblacions més properes
El següent diagrama mostra les poblacions més properes.